# 회계서당
회계서당(晦溪書堂)은 대한민국 경상남도 합천군 가회면에 있는, 추담 윤선(1559∼1640) 선생의 공적과 학덕을 기리고 충효정신을 선양하기 위하여 무오년(1918)에 건립된 서당이다. 2002년 8월 14일 경상남도의 문화재자료 제321호로 지정되었다.

## 개요
회계서당은 추담 윤선(1559∼1640) 선생의 공적과 학덕을 기리고 충효정신을 선양하기 위하여 무오년(1918)에 건립되었다. 윤선 선생은 선조에서 광해군의 양대에 걸쳐 대사간, 대사성, 도승지, 의정부 우참찬 등을 역임하였으며, 청백리에 녹선되었다. 선생의 위패는 합천 임란창의사에 봉안되어 매년 5월 10일 향사를 지내고 있다.
뒤쪽 경사지형에 대문채와 서당을 일직선상에 배치하고 강당의 좌·우에 동·서재를 앉힌 ‘口’자형 배치형식이며 정면과 측면의 일부에 담장을 둘렀다.
서당은 정면 6칸, 측면 2칸의 전·후툇집으로 실의 구성은 가운데 2칸의 대청을 중심으로 좌측 2칸에는 방을, 우측 2칸에는 각각 방과 내루를 들였다. 정면과 퇴칸, 내루에는 계자난간을 둘렀고 마루는 모두 우물마루를 깔았다. 정면을 장대석으로 쌓은 기단 위에 8각형으로 다듬은 초석을 놓고 그 위에 굵은 원기둥을 세웠다. 방부분에는 각기둥을 사용하였는데 비교적 큰 부재를 사용하였다.
동·서재는 정면 3칸, 측면 2칸의 전·후툇집으로 2칸은 방으로 1칸은 내루로 구성한 형식이 같으며, 내루는 대문채쪽으로 두었다. 기단, 주초, 기둥 등 기타 형식은 서당과 유사하다.
회계서당은 치목의 수법, 전·후퇴의 사용 등이나 장식적 기법 등 조선후기 건축의 양식과 기법을 그대로 사용하고 있어 학술적 가치가 크다.

## 같이 보기
- 윤선

## 참고 문헌
- 회계서당 - 국가유산청 국가유산포털